# Józef Waśniewski
Józef Waśniewski (Złoty Potok, 1858. június 3. – Varsó, 1897. február 19.) lengyel író, újságíró, eszperantista, az eszperantó mozgalom úttörője Lengyelországban.

## Pályafutása
Szegény családban született, autodidakta módon tanult. Húsz évesen debütált a Kolce szatirkus lapban. Tíz éven át állandó rovata volt a Przeglad Tygodniowy című lapban. Külföldi utazásairól a Wedrowiec című lapban tudósított. 1893-ban tanulta meg az eszperantó nyelvet. Eszperantó írásai a La Esperantisto és Lingvo Internacia című kiadványokban jelentek meg. Az eszperantó nyelv tanulásához lefordított egy tájékoztató füzetet és egy nyelvkönyvet. 1896-ban  En la brikejo (A téglagyárban) című díjnyertes novellájával bebizonyította, hogy az alig tíz éves nyelv alkalmas irodalmi művek alkotására.
Lengyel nyelven humoros írásokat, meséket, elbeszéléseket, verseket írt.
Emlékezetére Otto W. Zeidlitz írt eszperantó nyelvű verset.

## Művei
- Zygzaki: szkice. Warszawa. 1889
- Bajki i fraszki. Warszawa : nakł. M. Wołowskiego. 1892
- Rocznik satyryczny na rok fantazyjny 2000. Warszawa. 1893
- En la brikejo. Vieno: Pro Esperanto, 1988